# Го Хунжу
Го Хунжу (кит. упр. 郭洪茹 , пиньинь Guo Hongru, род. 1970 г, провинция Цзилинь) — китайская шорт-трекистка. Бронзовый призёр в абсолютном зачёте чемпионата мира в Солихалле. Трёхкратная чемпионка зимней Универсиады 1989 года.

## Биография
Го Хунжу впервые выступила на чемпионате мира в Солихалле в 1989 году и заняла на дистанции 1000 метров 3 место, потом в финале на 3000 метров победила и стала бронзовым призёром в многоборье. Го была первой китайской спортсменкой, выигравшая на мировом первенстве медаль в общем зачёте. В 1991 году в Сиднее она дважды занимала третье место на дистанциях 500 и 1000 метров. через несколько недель вместе с командой выиграла серебро на чемпионат мира среди команд в Сеуле.
В настоящее время работает Министром провинциального центра управления ледовыми видами спорта провинции Цзилинь.